# Joshua Bassett
Pour les articles homonymes, voir Bassett.

Joshua Bassett est un acteur et chanteur américain. Il interprète le rôle de Ricky dans la série High School Musical: The Musical: The Series. Il a aussi sorti son premier single le 3 avril 2020 intitulé Common sense.

## Biographie

### Jeunesse
Joshua Bassett est né le 22 décembre 2000 à Oceanside (Californie). C'est ici qu'il a passé la plupart de son enfance avec ses parents Taylor et Laura et ses cinq sœurs. Il a fait l'école à la maison.

### Carrière
Il fait ses premiers pas sur la scène musicale à l'âge de 8 ans et se retrouve dix ans plus tard dans le rôle de Ricky dans High School Musical : La Comédie musicale, la série. Depuis, il a joué dans plus de trente productions musicales.
Bassett est également chanteur et joue piano, guitare et batterie.
Lors de sa tournée mondiale en 2022 (première partie réalisée par Stacey Ryan), il interprète notamment ses singles des années précédentes, après le contrat de 2019 avec Warner Records.

### Vie privée

#### Vie sentimentale
Il entretient une relation de quelques mois en 2019 avec sa partenaire de jeu dans High School Musical, Olivia Rodrigo. Il sortira en même temps avec Sabrina Carpenter. Cette relation et leur rupture inspirera beaucoup Rodrigo pour son premier album, Sour.
En mai 2021, à la suite d'une interview dans laquelle il disait faire son coming out, Joshua Bassett dévoile être LGBT via une publication sur son compte Instagram. Toutefois, il ne précise pas son orientation sexuelle,.

#### Croyances
En 2023, il est devenu chrétien et s’est fait baptiser à l’église évangélique Bethel Church .

## Filmographie

### Disney +
- 2022 : Le Monde de Nate (Better Nate Than Ever) de Tim Federle : Anthony Foster[9]

### Court-métrage
- 2015 : Limbo de Nathan Leon : Caleb

### Séries télévisées
- 2017 : L'Arme fatale : Will (1 épisode)
- 2018 : Harley, le cadet de mes soucis : Aidan Peters (9 épisodes)
- 2018 : Game Shakers : Brock (1 épisode)
- 2018 : Dirty John (Netflix) (en) : John jeune (1 épisode)

- 2019 : Grey’s Anatomy : Linus (2 épisodes)
- 2019-2023 : High School Musical : La Comédie musicale, la série : Ricky Bowen

### Jeu télévisé
- 2020 : Nickelodeon's Unfiltered (en) : Lui-même (1 épisode)

## Théâtre
- 2018 : Calvin Berger : Matt

## Discographie

### Singles
- Common Sense (avril 2020)
- Anyone Else (juillet 2020)
- Lie Lie Lie (janvier 2021)
- Only A Matter Of Time (janvier 2021)
- Telling Myself (mars 2021)
- Feel Something (mai 2021)
- Crisis (décembre 2021)
- Secret (décembre 2021)
- Set Me Free (décembre 2021)
- Doppelgänger (février 2022)
- Smoke Slow (août 2022)
- Lifeline (septembre 2022)
- Would You Love Me Now (octobre 2022)
- She Said He Said She Said (octobre 2022)
- I'm sorry (octobre 2022)
- Different (octobre 2022)
- Just Love (septembre 2023)
- The Golden Years (mai 2024)
- Dancing With Tears In My Eyes (juin 2024)

## Distinctions

### Nominations
- Kids' Choice Awards 2020 : Star de télévision masculine favorite pour Joshua Bassett
- Kids' Choice Awards 2021 : Star de télévision masculine favorite pour Joshua Bassett
- Kids' Choice Awards 2022 : Star de télévision masculine favorite pour Joshua Bassett : Awards